# Rothmannia
Rothmannia là một chi thực vật có hoa trong họ Thiến thảo (Rubiaceae).

## Loài
Chi Rothmannia gồm các loài:
- Rothmannia annae (E.P. Wright) Keay
- Rothmannia attopevensis (Pit.) Bremek.
- Rothmannia capensis Thunb.
- Rothmannia daweishanensis Y.M. Shui & W.H. Chen
- Rothmannia ebamutensis Sonké
- Rothmannia engleriana (K.Schum.) Keay
- Rothmannia eucodon (K.Schum.) Bremek. - găng cơm, găng cao
- Rothmannia fischeri (K.Schum.) Bullock ex Oberm.
- Rothmannia globosa (Hochst.) Keay
- Rothmannia hispida (K.Schum.) Fagerl.
- Rothmannia jollyana N. Hallé
- Rothmannia kampucheana Tirveng.
- Rothmannia kuchingensis (W.W.Sm.) K.M. Wong
- Rothmannia lateriflora (K.Schum.) Keay
- Rothmannia libisa N. Hallé
- Rothmannia liebrechtsiana (De Wild. & T. Durand) Keay
- Rothmannia longiflora Salisb.
- Rothmannia lujae (De Wild.) Keay
- Rothmannia macrocarpa (Hiern) Keay
- Rothmannia macromera (Lauterb. & K.Schum.) Fagerl.
- Rothmannia macrophylla (Hook.f.) Bremek.
- Rothmannia macrosiphon (K.Schum.) Bridson
- Rothmannia malayana K.M. Wong
- Rothmannia manganjae (Hiern) Keay
- Rothmannia mayumbensis(R.D. Good) Keay
- Rothmannia merrillii(Elmer) J.T. Pereira & Ridsdale
- Rothmannia munsae (Schweinf. ex Hiern) E.M.A. Petit
- Rothmannia octomera (Hook.) Fagerl.
- Rothmannia pulcherrima (Kurz) Tirveng.
- Rothmannia ravae (Chiov.) Bridson
- Rothmannia schoemannii (Teijsm. & Binn.) Tirveng.
- Rothmannia sootepensis (Craib) Bremek.
- Rothmannia talbotii (Wernham) Keay
- Rothmannia thailandica Tirveng.
- Rothmannia uranthera (C.E.C. Fisch.) Tirveng.
- Rothmannia urcelliformis (Hiern) Bullock ex Robyns
- Rothmannia venalis Bremek.
- Rothmannia vidalii Bremek.
- Rothmannia vietnamensis Tirveng.
- Rothmannia whitfieldii (Lindl.) Dandy
- Rothmannia wittii (Craib) Bremek.

## Hình ảnh

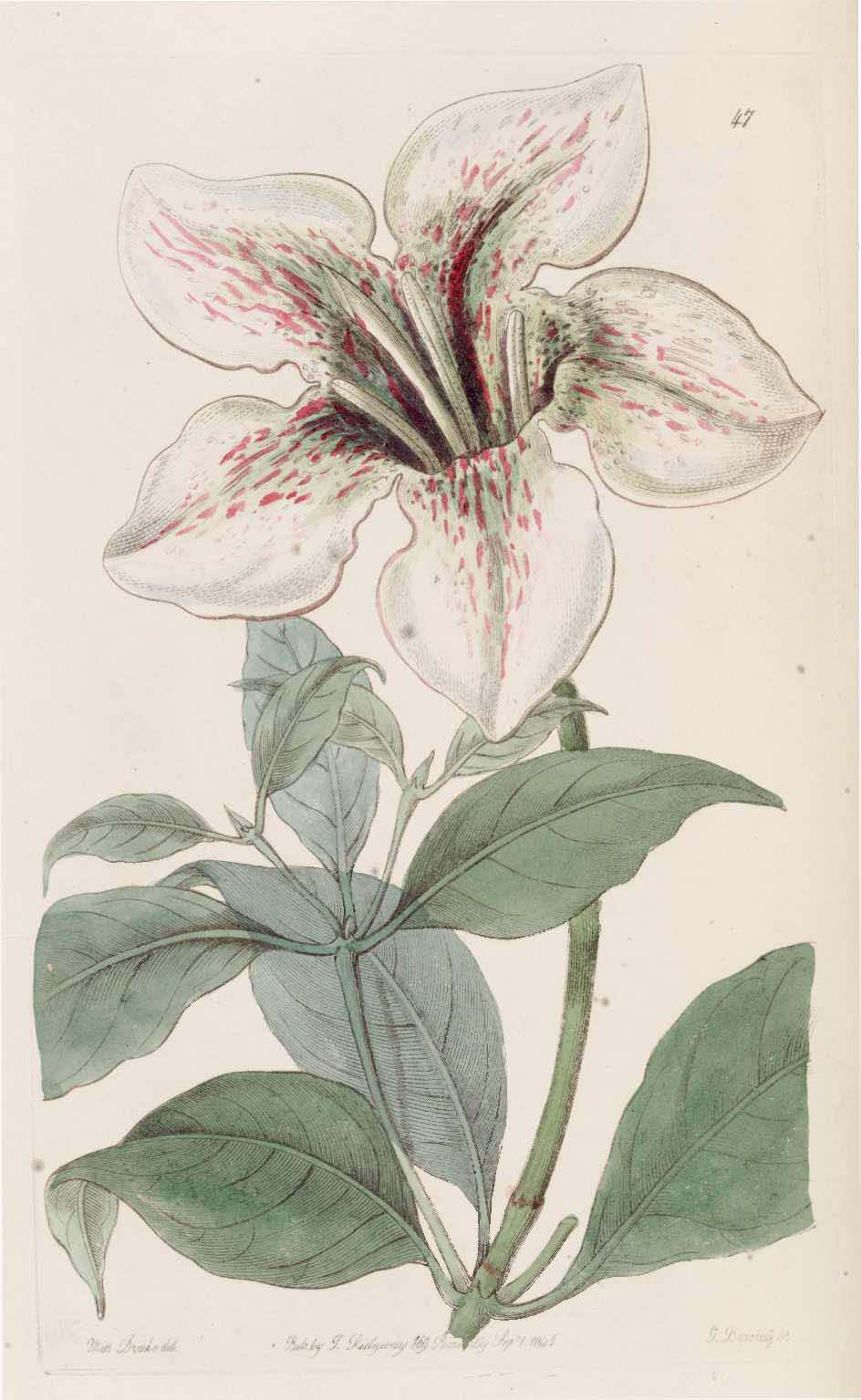
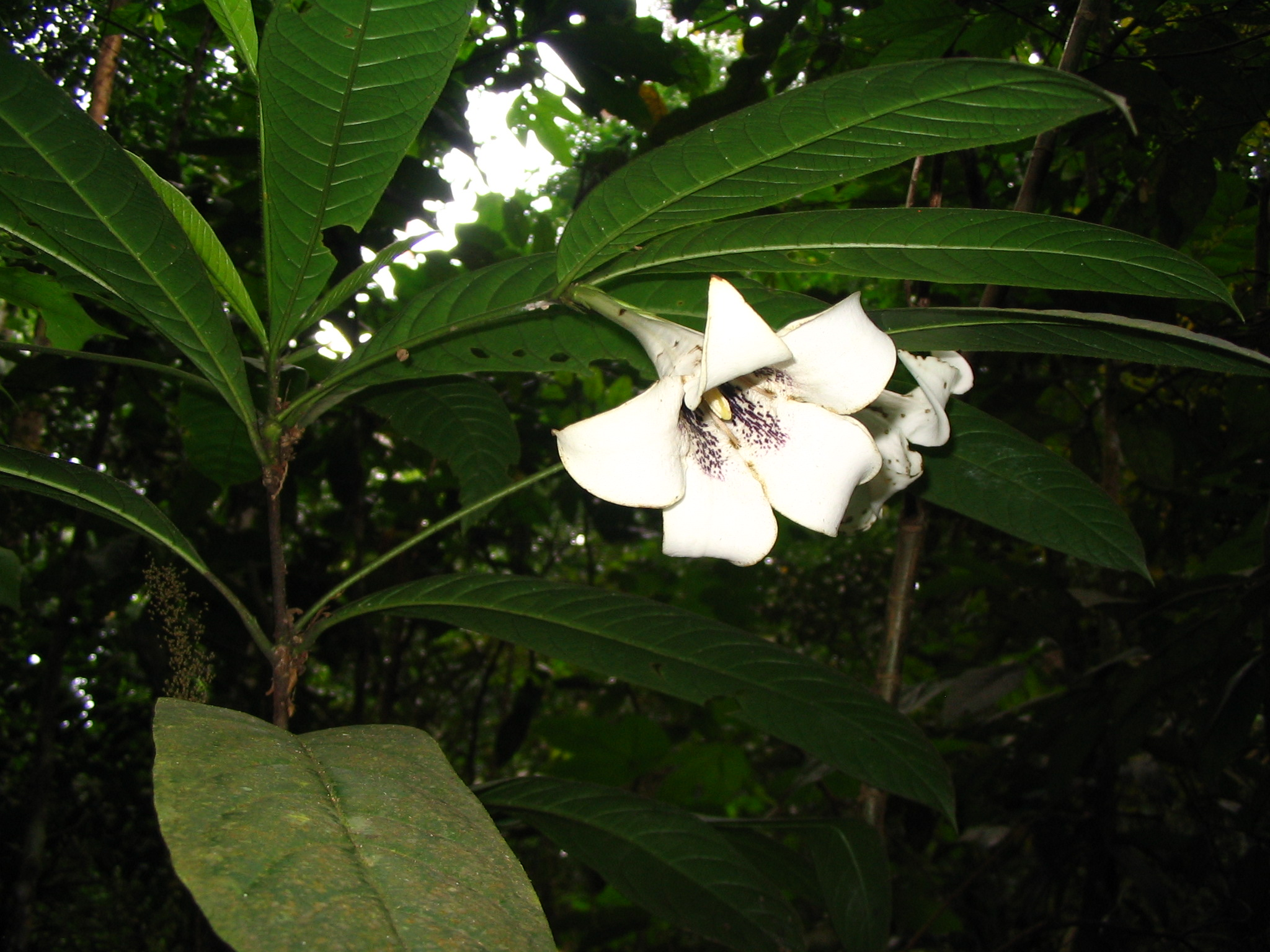
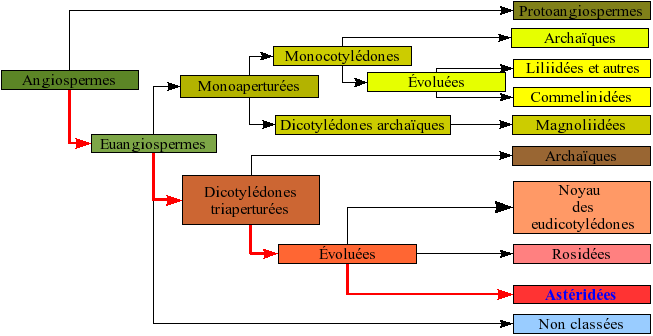